# Tectum Achel
Tectum Achel – belgijski klub siatkarski z siedzibą w Hamont-Achel. Powstał w 1960 roku jako Avoc Achel w wyniku połączenia zespołów Astavoc oraz Vocado.
Od sezonu 2018/2019 występuje w najwyższej klasie rozgrywkowej i od tego czasu nosi obecną nazwę. W sezonie 2021/2022 zadebiutował w europejskich pucharach, biorąc udział w Pucharze Challenge. W sezonie 2024/2025 osiągnął jak dotąd najwyższe, 3. miejsce, w belgijskiej ekstraklasie – Lotto Volley League.
Swoje mecze domowe Tectum Achel rozgrywa w hali sportowej De Koekoek w Hamont-Achel.

## Historia
W latach 50. XX wieku w gminie Achel działały dwa kluby siatkarskie: Astavoc, rozgrywający mecze przy ul. De Stel w Achel-Statie, oraz Vocado, grający przy ul. De Koekoek w Achel-Dorp. W 1960 roku oba zespoły połączyły się, tworząc klub Avoc Achel.
Przez kolejne lata Avoc Achel występował w niższych ligach regionalnych i krajowych. Przełom nastąpił w sezonie 2017/2018, gdy drużyna zdobyła mistrzostwo Ligi B – drugiego poziomu rozgrywek – i wywalczyła awans do belgijskiej ekstraklasy, noszącej wówczas nazwę EuroMillions Volley League. W dwóch wcześniejszych sezonach zespół również kończył rywalizację na 1. miejscu w Lidze B, jednak władze klubu uznały, że nie był jeszcze gotowy do gry w najwyższej klasie.
Po uzyskaniu licencji na udział w EuroMillions Volley League tytularnym sponorem klubu została firma Tectum Group NV. Początkowo planowano, że drużyna będzie nosić nazwę Tectum Avoc Achel, jednak ostatecznie zdecydowano się na krótszą formę – Tectum Achel. W debiutanckim sezonie w belgijskiej ekstraklasie zajął 7. miejsce. Sezon 2019/2020 został przerwany i niedokończony ze względu na trwającą pandemię COVID-19. Sezon 2020/2021 Tectum Achel zakończył na 5. miejscu, dzięki czemu po raz pierwszy uzyskał prawo gry w europejskich pucharach.
W sezonie 2021/2022 drużyna wystartowała w Pucharze Challenge. W 1/16 finału przegrała dwumecz z hiszpańskim CV Teruel. W rozgrywkach ligowych zajęła 6. miejsce. W dwóch kolejnych sezonach w najwyższej klasie rozgrywkowej (Lotto Volley League) uplasowała się na 7. miejscu.
W sezonie 2024/2025 Tectum Achel zajął 4. miejsce w fazie zasadniczej Lotto Volley League, dzięki czemu zakwalifikował się do nowo powstałej wspólnej ligi belgijsko-holenderskiej – BeNe Conference. Udział w tych rozgrywkach zakończył na 7. miejscu. W klasyfikacji końcowej Lotto Volley League zajął 3. miejsce.

## Osiągnięcia
- Mistrzostwa Belgii
  -  3. miejsce (1x): 2025

## Bilans sezonów
| Sezon                                                                | Rozgrywki ligowe           | Rozgrywki ligowe | Puchar      |
| Sezon                                                                | Poziom                     | Miejsce          | Puchar      |
| -------------------------------------------------------------------- | -------------------------- | ---------------- | ----------- |
| 2004/2005                                                            | Eerste Divisie (A)         | 1/12             | —           |
| 2005/2006                                                            | National 1 (A)             | 9/11             | 1/16 finału |
| 2006/2007                                                            | National 1 (A)             | 8/12             | 1/16 finału |
| 2007/2008                                                            | National 1 (A)             | 10/13            | 1/8 finału  |
| 2008/2009                                                            | National 1 (A)             | 2/12             | 1/32 finału |
| 2009/2010                                                            | National 1 (A)             | 5/13             | 1/16 finału |
| 2010/2011                                                            | Liga B                     | 2/11             | 1/32 finału |
| 2011/2012                                                            | Liga B                     | 4/11             | 1/8 finału  |
| 2012/2013                                                            | Liga B                     | 8/13             | 1/32 finału |
| 2013/2014                                                            | Liga B                     | 7/13             | 1/32 finału |
| 2014/2015                                                            | Liga B                     | 3/13             | 1/32 finału |
| 2015/2016                                                            | Liga B                     | 1/14             | 1/8 finału  |
| 2016/2017                                                            | Liga B                     | 1/14             | 1/8 finału  |
| 2017/2018                                                            | Liga B                     | 1/14             | półfinał    |
| 2018/2019                                                            | EuroMillions Volley League | 7/10             | 1/8 finału  |
| 2019/2020                                                            | EuroMillions Volley League | –/8              | ćwierćfinał |
| 2020/2021                                                            | EuroMillions Volley League | 5/8              | półfinał    |
| 2021/2022                                                            | EuroMillions Volley League | 6/8              | ćwierćfinał |
| 2022/2023                                                            | Lotto Volley League        | 7/9              | 1/8 finału  |
| 2023/2024                                                            | Lotto Volley League        | 7/9              | ćwierćfinał |
| 2024/2025                                                            | Lotto Volley League        | 3/10             | ćwierćfinał |
| Legenda: pierwszy poziom drugi poziom trzeci poziom — – brak udziału |                            |                  |             |

Uwaga: Ze względu na dostępność źródeł bilans obejmuje rozgrywki od sezonu 2004/2005.
Źródło: 

## Udział w europejskich pucharach
| Sezon     | Rozgrywki        | Osiągnięcie |
| --------- | ---------------- | ----------- |
| 2021/2022 | Puchar Challenge | 1/16 finału |
| 2025/2026 | Puchar CEV       |             |
| Źródło:   |                  |             |